# Bierum
Bierum (53° 23′ N, 6° 52′ L) é uma cidade dos Países Baixos, na província de Groninga. Bierum pertence ao município de Delfzijl, e está situada a 27 km, a nordeste de Groningen.
Em 2001, a cidade de Bierum tinha 610 habitantes. A área urbana da cidade é de 0.20 km², e tem 225 residências. 
A área de Bierum, que também inclui as partes periféricas da cidade, bem como a zona rural circundante, tem uma população estimada em 1240 habitantes.